# Dolmen di Ladas
Il dolmen di Ladas è un monumento archeologico funerario situato su un pianoro roccioso nelle immediate vicinanze dell'abitato di Luras, nella Sardegna nord-orientale. È ubicato a poca distanza da altri tre dolmen, Alzoledda, Billella e Ciuledda, in un'area ricca di testimonianze archeologiche che documentano la continuità dell'insediamento umano fin dalla preistoria. Il dolmen di Ladas è uno dei più grandi e monumentali della Sardegna e di tutto il Mediterraneo centrale.

## Descrizione
Realizzato in granito con funzione di sepoltura collettiva e, insieme, di luogo di culto è un classico esempio della cultura del megalitismo che ha caratterizzato l'Europa, e l'Isola in particolare, durante l'età del rame (III millennio a.C.). Il dolmen è costituito da una serie di massi squadrati e lastroni semilavorati disposti verticalmente in modo tale da creare una camera a pianta rettangolare della lunghezza di circa sei metri. Al di sopra, ad un'altezza di circa 2 metri e 20 altri due lastroni poggiati a piattabanda chiudono il vano funerario; uno dei due lastroni, tra i manufatti dello stesso genere, è per dimensioni il secondo in tutto il bacino del Mediterraneo: misura 4,80 x 3,42 m e ha uno spessore di circa 45 cm. Posizionati obliquamente, altri lastroni poggiano sulle pareti del dolmen mentre uno, all'interno, suddivide una parte del vano. 
L'ingresso del dolmen, rivolto verso sud, è largo 2,30 m e alto 1,20.

## Galleria d'immagini

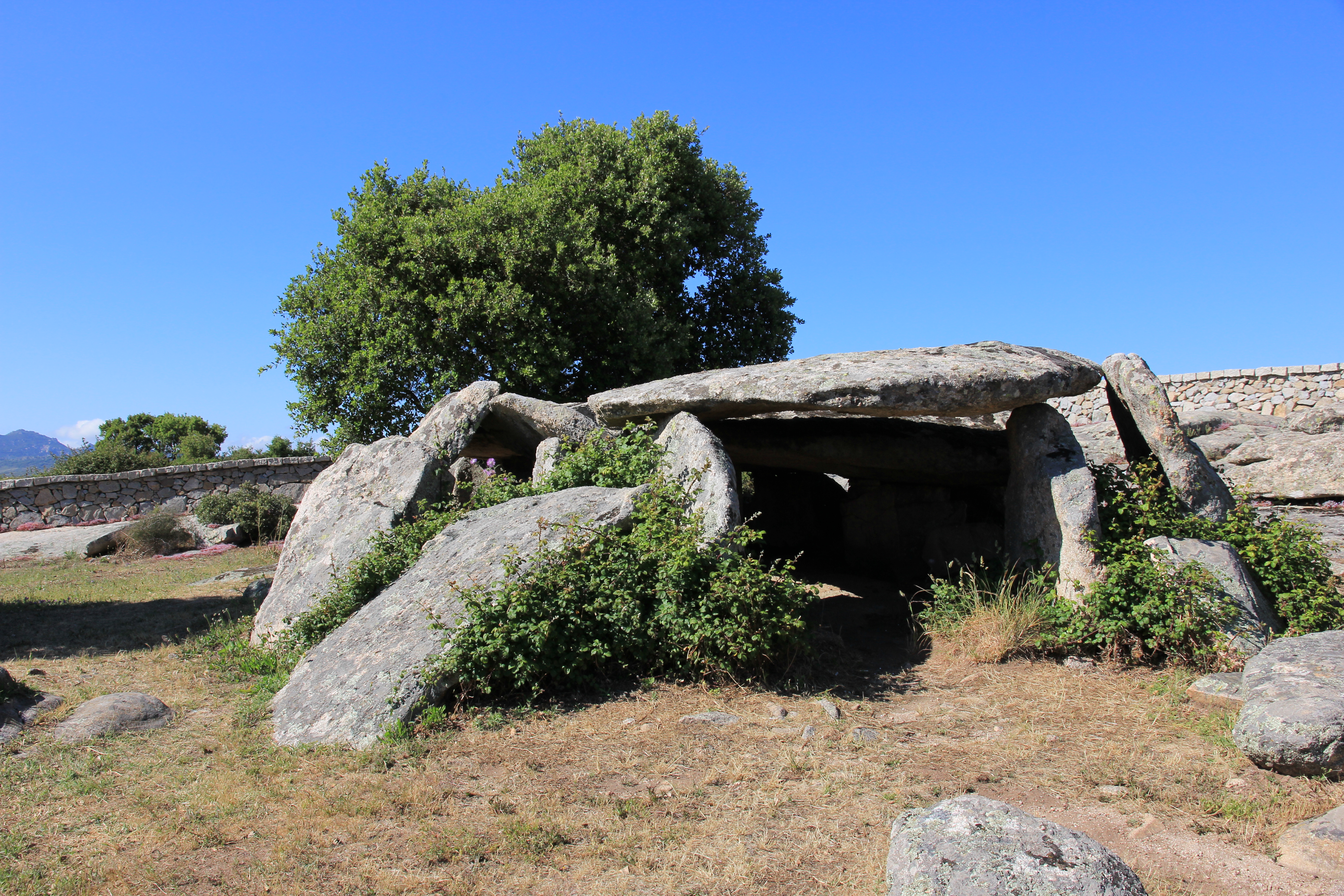
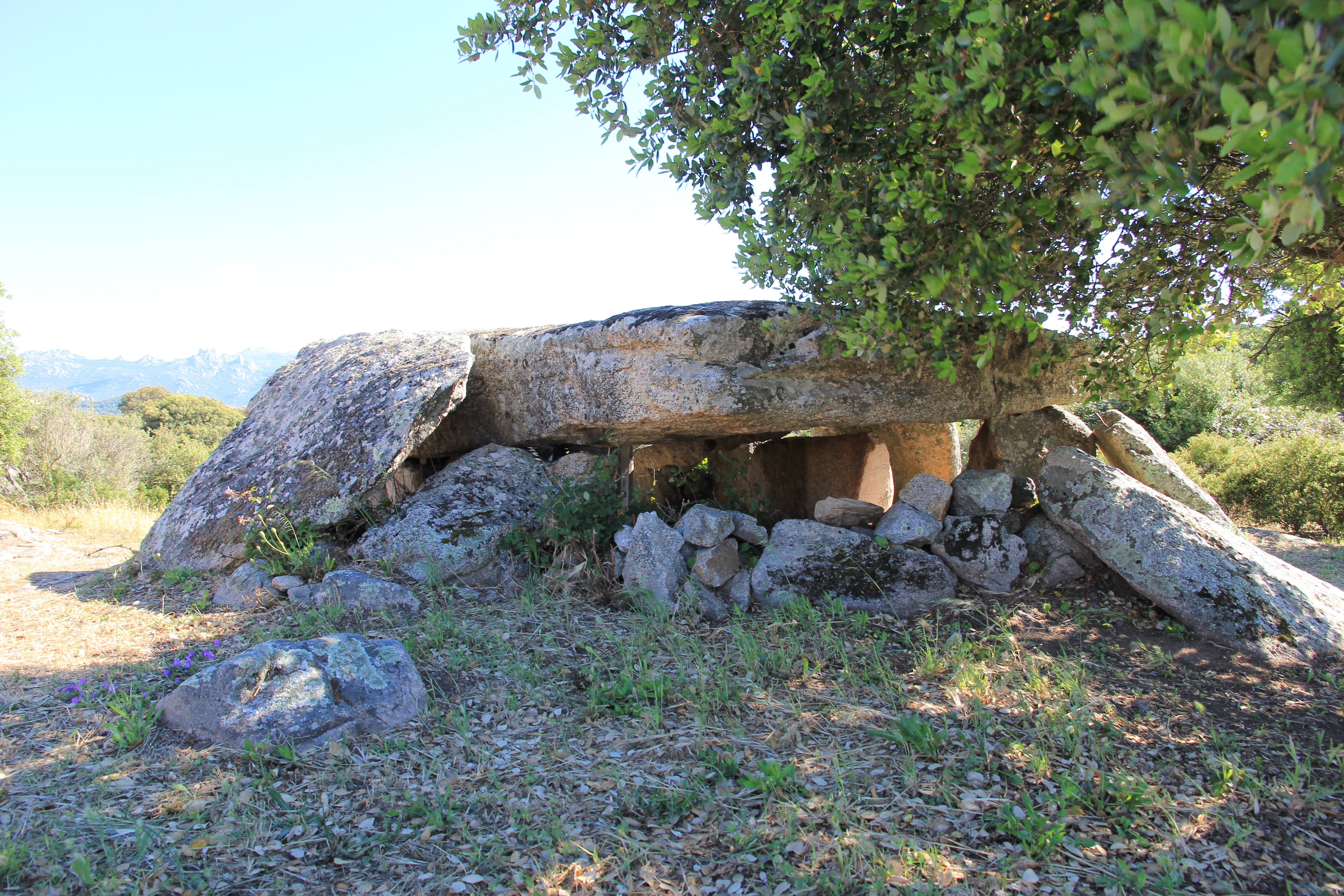
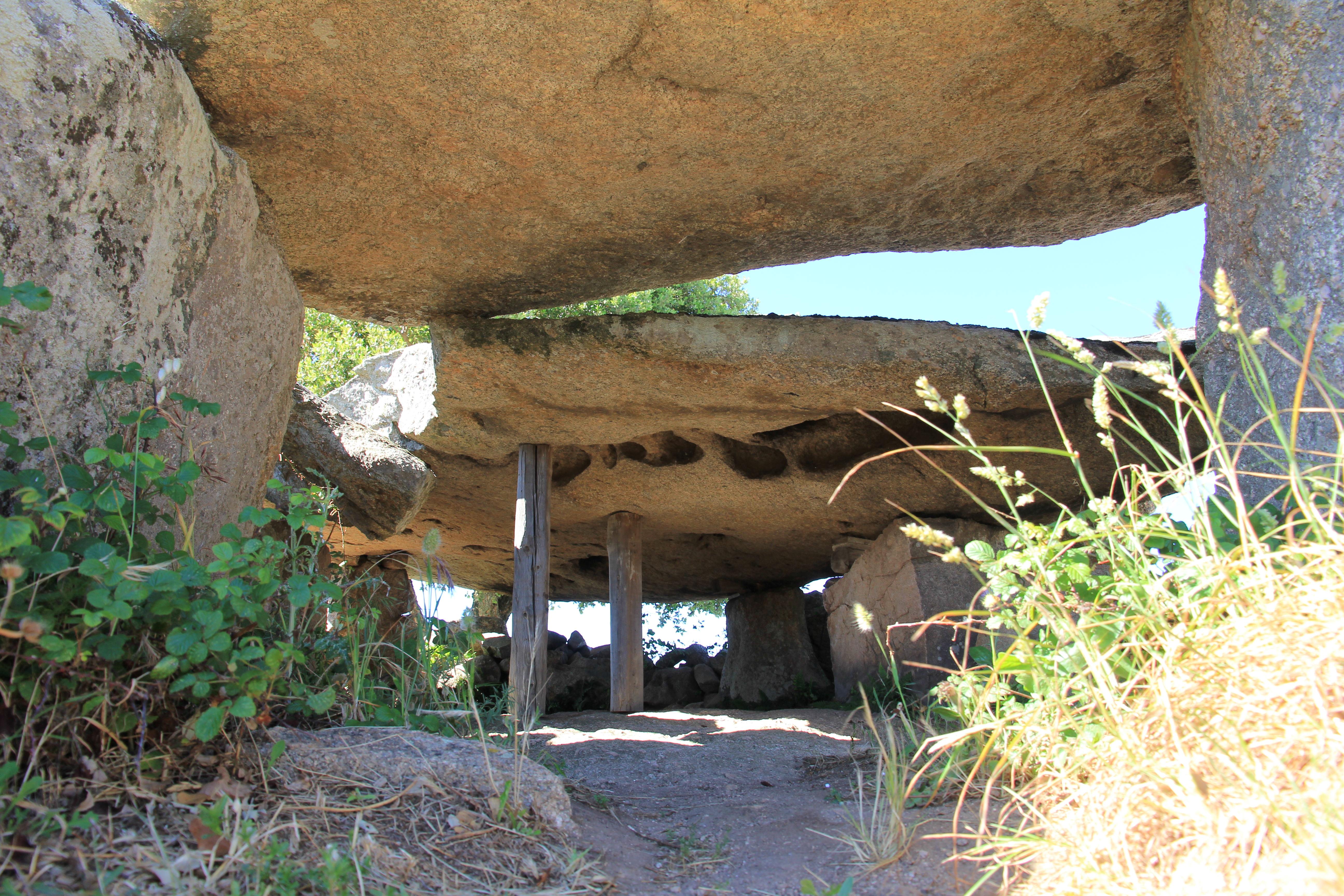
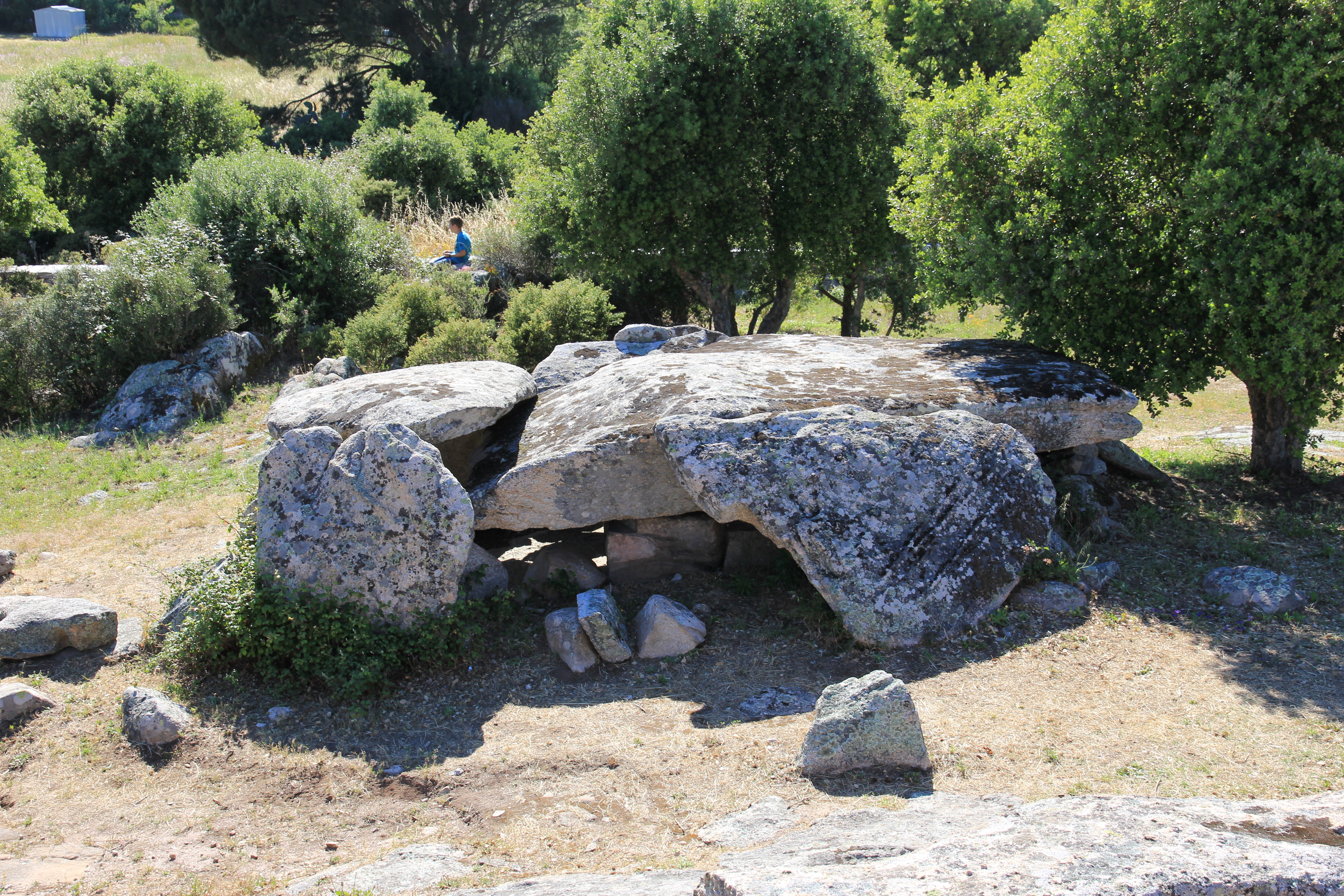

## Datazione
Analisi sui reperti rinvenuti durante lavori di consolidamento dei dolmen di Alzoledda e Ciuledda svolti a fine Novecento hanno permesso di ascrivere l'impianto dei due monumenti al Neolitico recente (3200 a.C. circa), corrispondente alla fase più antica della cultura di Ozieri. Tale datazione, antecedente rispetto a quella generalmente accettata per la nascita del fenomeno dolmenico in Sardegna, seppure in assenza di dati materiali è stata proposta anche per il dolmen di Ladas.